# Pātrasāer
Pātrasāer är en ort i Indien.   Den ligger i distriktet Bānkurā och delstaten Västbengalen, i den östra delen av landet, 1 200 km sydost om huvudstaden New Delhi. Pātrasāer ligger 58 meter över havet och antalet invånare är 11 520.
Terrängen runt Pātrasāer är platt. Runt Pātrasāer är det tätbefolkat, med 570 invånare per kvadratkilometer. Närmaste större samhälle är Sonāmukhi, 17,1 km nordväst om Pātrasāer. Trakten runt Pātrasāer består till största delen av jordbruksmark.